# Zasada podczepienia
Zasada podczepienia w psychologii poznawczej mówi, że ludzie często wierzą w pewne rzeczy lub robią je jedynie dlatego, że wiele innych osób tak robi. Efekt ten jest często określany pejoratywnie jako owczy pęd, szczególnie w odniesieniu do młodzieży. Dotyczy jednak wszystkich grup wiekowych. Ludzie mają tendencję do „podążania za tłumem” bez ocenienia rzeczywistych zalet danego zachowania. Może się to też przejawiać w niezdolności jednostek do podjęcia nagłej zmiany zachowań, które z uwagi na zmianę warunków przestają być adekwatne.
Zasada ta ma duże znaczenie w polityce: ludzie głosują na partie i kandydatów, którzy mają (według mediów) duże szanse zwycięstwa, nawet jeśli osobiście niewiele wiedzą na ich temat.
W mikroekonomii zasada podczepienia odnosi się do kształtowania zapotrzebowań i popytu. Opisuje mechanizm dodatnich sprzężeń zwrotnych, gdy popyt na jakiś towar rośnie, w miarę jak kupuje go coraz więcej ludzi. Zaburza to przewidywania klasycznej mikroekonomii zakładającej, że klienci podejmują decyzje jedynie na podstawie cen i osobistych preferencji. Podobnymi zjawiskami są efekt sieci oraz efekt Veblena.
W nauce zasada podczepienia powoduje, że naukowcy świadomie lub nieświadomie ignorują wyniki badań, które podważają „powszechną wiedzę”. Przykładowo w mikrobiologii poziomy transfer genów próbowano przez długi czas tłumaczyć zwykłym dziedziczeniem, ponieważ zaprzeczał jednemu z centralnych założeń teorii ewolucji.
W życiu codziennym ludzie mają tendencję do nieprzerwanego ubierania się adekwatnie do nieaktualnej już pogody, np. w tygodniu, w którym była niska temperatura, zaczyna się robić gorąco. Ludzie niechętnie zaczynają ubierać się adekwatnie do nowych warunków atmosferycznych, ponieważ nie widzą przykładu wśród społeczeństwa. Dopiero nonkonformistyczne jednostki niewrażliwe na zasadę podczepienia przełamują ten stan rzeczy.